# 图勒·约翰松
图勒·约翰松（瑞典語：Thure Johansson，1912年9月11日—1986年3月12日），瑞典男子摔跤运动员。他曾代表瑞典参加1948年夏季奥林匹克运动会摔跤比赛，获得男子自由式蝇量级铜牌。